# 久保田杏奈
久保田 杏奈（くぼた あんな、1992年〈平成4年〉10月19日 - ）は、日本の女性モデルで、元レースクイーン。栃木県足利市出身。愛称は「あんぴい」。

## 来歴
3歳の頃から全日本空手道連盟糸東会で空手を習い、糸東流の初段として『2002年全日本少年少女空手道選手権大会』小学4年生女子の部「形」6位、『第42回全日本空手道連盟糸東会全国選手権大会』小学3・4年の部「形」ベスト8、『第43回 All Hawaii championship』10才女子の部「形」2位入賞等の実績を残す。
2014年頃からフリーランスでモデル活動を始め、ミス・ユニバース・ジャパン栃木大会では2015年大会で準グランプリを受賞したが、2016年大会ではファイナリスト止まりだった。
2018年1月からワンエイトプロモーションに所属。同年3月、エヴァンゲリオンレーシングレースクイーン2018の式波・アスカ・ラングレー役に選ばれ、鈴鹿8耐や鈴鹿10時間耐久レース等に参加。また同じ事務所の真木しおりと共に「TEAM MACH マッハ車検GAL」としてSUPER GT300クラスのレースクイーンを務めた。
2018年2月18日、RIZINラウンドガールのオーディションで最終審査20名の中まで残り、同年5月6日、マリンメッセ福岡で行われた『RIZIN.10』において、同年度RIZINガール新メンバー6名のうちの一人としてお披露目された。2020年もRIZINのラウンドガールを務めている。
2020年2月7日、SUPER GT500クラス「Weds Sport RACING PROJECT BANDOH」のレースクイーンに就任。Wedsは2019年度のRQとして安田七奈と共に活動していた葉加瀬りょうがシーズン途中に一身上の都合で活動辞退しており、その穴を久保田ととももとももの2人が埋める形となった。また、この年はスーパー耐久ST-Zクラスに参戦する「Audi Team AS Sport」の『A.T.FIELDレースクイーン』としてエヴァンゲリオン関連のブランドに身を包んだ。
2021年はSUPER GT「KONDO Racing リアライズガールズ」で、前田真実果と共にGT300クラス・56号車のレースクイーンを担当。同年の日本レースクイーン大賞では、リアライズガールズのコスチュームがコスチュームグランプリを受賞したが、この年をもってレースクイーン卒業を表明。翌2022年3月31日付をもってワンエイトプロモーションを退所した。
2023年4月、草津温泉（群馬県草津町）のPR活動を行う「草津温泉アンバサダー」に就任（任期は2024年3月まで）。

## 人物
- 趣味：アニメ、漫画、Youtube[2]。
- 憧れのモデルは冨永愛、ローラ、吉田朱里[2]。
- 堀口恭司は糸東会で一緒だった同僚の親が代表を務める道場の出身で、RIZINのオーディションを受けた際にそれを知って驚いたという[5]。

## 出演

### テレビドラマ
- 三匹のおっさんseason2 第4話（テレビ東京）2015年

### ウェブテレビ
- 劇団さまぁ~ず（2018年‐2019年、GYAO!） ‐ 村人C、鬼G役（2役）
- 今際の国のアリス（2020年 - 2021年、Netflix）[3]

### レースクイーン
- エヴァンゲリオンレーシングレースクイーン2018
  - 4月14日：RQ撮影会
  - 6月2日 - 3日：スーパー耐久シリーズの第3戦「富士24時間レース」[19]
  - 7月28日 - 29日：鈴鹿8時間耐久ロードレース
  - 8月25日 - 26日：鈴鹿10時間耐久レース 鈴鹿サーキット(三重県)[20]
  - 9月30日：RQ撮影会[21]
  - 12月2日：NISMO FESTIVAL 2018イベント
  - 2019年1月20日：RQ撮影会
- スーパーGT300 マッハ車検GAL 2018[9]
  - 4月7日 - 8日：岡山国際サーキット
  - 5月3日 - 4日：富士スピードウェイ
  - 5月19日 - 20日：鈴鹿サーキット
  - 8月4日 - 5日：富士スピードウェイ
  - 9月15日 - 16日：スポーツランドSUGO
  - 10月20日 - 21日：オートポリス
  - 11月10日 - 11日：ツインリンクもてぎ
- スーパーGT500 TGR Team WedsSport BANDOH「2020 Weds Sport Racing Gals」[注 2]
  - 10月24日 - 25日：鈴鹿サーキット
  - 11月7日 - 8日：ツインリンクもてぎ
  - 11月28日 - 29日：富士スピードウェイ

- スーパー耐久ST-Zクラス Audi Team AS Sport「A.T.FIELDレースクイーン」[14][注 2]
  - 9月5日：富士スピードウェイ[22]
  - 10月11日：スポーツランドSUGO[23]
- スーパーGT300 KONDO Racing「2021 リアライズガールズ」[15]

### ラウンドガール
- RIZIN ガール 2018[5]
- RIZIN ガール 2020[6][動画 3]

### ショウ
- 東京ガールズオーディション2014
- 2018年9月20日 - 23日：東京ゲームショウ2018　CAPCOMブース [1]
- 2019年1月11日 - 13日：東京オートサロン2019 DAIHATSUブース[注 3]
- 2020年1月10日 - 12日：東京オートサロン2020 KINTOブース[25]
- 2020年2月22日 - 23日：名古屋オートトレンド2020 KINTOブース[26]
- 2022年1月14日 - 16日：東京オートサロン2022 BUSOUブース[注 4]
- 2023年10月25日 - 11月5日：ジャパンモビリティショー2023 KAMIKAZE COLLECTIONブース[27]

### グラビア
- 2018年10月1日 週刊プレイボーイ52人グラビア